# Estrecho de Taiwán
El estrecho de Taiwán o estrecho de Formosa es un estrecho que separa a la China continental de la isla de Taiwán o Formosa, dicho de otra manera, a la República de China y a la República Popular China; en Asia. La distancia media entre ambas costas es de 180 km, con un mínimo de 130 km entre los puntos más próximos. El estrecho es parte del mar de la China Meridional y conecta con el mar de la China Oriental al nordeste.
Al este del estrecho está la isla de Taiwán y en el centro se encuentra el pequeño archipiélago de las Pescadores. Al oeste del estrecho se encuentra la provincia de Fujian de la República Popular China, así como varias islas importantes como Kinmen y Matsu, que están bajo soberanía de la República de China, el régimen político bajo el que se encuentran también la isla de Taiwán y las Pescadores.

## Nomenclatura
Entre los diversos nombres que recibe el susodicho estrecho se encuentran el de «Formosa» (en castellano «hermosa»), procedente del nombre de origen portugués que tuvo la isla; el de Fokien o Fujian, por la provincia china homónima que forma la orilla occidental del estrecho; y el de Fosa Negra, un calco del nombre del estrecho en las lenguas hokkien y hakka.

## Geografía
El estrecho de Taiwán es la masa de agua que separa la China continental de Formosa, en la región del Extremo Oriente. Los acuerdos internacionales no definen tal estrecho, sino que sitúan sus aguas dentro del mar de la China Meridional, cuyo límite septentrional va desde el cabo Fugui (el punto más septentrional de la isla de Taiwán; Fukikaku) hasta la isla de Niushan, pasando por el punto más meridional de la isla de Pingtan, y de ahí hacia el oeste a lo largo del paralelo 25° 24′ N. hasta la costa de la provincia de Fujian.  El proyecto de una nueva edición de los Límites de los Océanos y Mares de la OHI sí define con precisión el estrecho de Taiwán, clasificándolo como parte del océano Pacífico Norte. Hace del estrecho de Taiwán una masa de agua entre los mares de la China Oriental y Meridional y lo delimita de la manera siguiente:
- Por el Norte: Una línea que une la costa de China (25° 42′ N - 119° 36′ E) hacia el este hasta el cabo Xiang (25° 40′ N - 119° 47′ 10″ E), extremo septentrional de la isla de Haitán, y desde allí hasta el cabo Fugui (25° 17′ 45″ N - 121° 32′ 30″ E), extremo septentrional de la isla de Taiwán (límite común con el mar de la China Oriental, véase 7. 3).

- Por el este: Desde el cabo Fugui hacia el sur, a lo largo de la costa occidental de la isla de Taiwán, hasta el cabo Eluan (21° 53′ 45″ N - 120° 51′ 30″ E), el extremo sur de esta isla.

- Por el sur: Una línea que une el cabo Eluan hacia el noroeste, a lo largo de la orilla sur de la isla de Nanao, hasta el extremo sureste de esta isla (23° 23′ 35″ N - 117° 07′ 15″ E); desde allí hacia el oeste, a lo largo de la costa meridional de la isla de Nanao, hasta el cabezal de Changshan (23° 25′ 50″ N - 116° 56′ 25″ E), el extremo occidental de esta isla; y desde allí una línea que une Changshan hacia el oeste hasta la desembocadura del río Hanjiang (23° 27′ 30″ N - 116° 52′ E), en la costa de China (el límite común con el mar de la China Meridional, véase 6. 1).

- Por el oeste: Desde la desembocadura del río Hanjiang hacia el noreste, a lo largo de la costa de China, hasta la posición 25° 42′ N - 119° 36′ E.

Todo el estrecho se encuentra en la plataforma continental de Asia. Su profundidad es casi en su totalidad inferior a 150 metros (490 pies; 82 brazas), con un breve barranco de esa profundidad frente a la costa suroeste de Taiwán. Hay cuantiosas islas e islotes en el estrecho. Las islas más grandes e importantes de la costa de Fujian son: Xiamen, Gulangyu, Pingtan (el "Haitán" de la delimitación de la OHI), Kinmen y Matsu. Los tres primeros están controlados por la República Popular China (RPC); los dos últimos por la República de China (ROC). Dentro del estrecho se encuentra el archipiélago de Pescadores, también controlados por la ROC. Hay un importante banco submarino a 40-60 km (25-37 mi) al norte de este pequeño archipiélago.
Todos los ríos de la provincia de Fujian, excepto el Ting, desembocan en el estrecho de Taiwán. Los dos más grandes son el Min y el Jiulong, que influyen en la distribución de los ríos de Taiwán y su carga anual de sedimentos.[cita requerida]

### Línea divisoria
Históricamente, tanto la República Popular China (RPC) como la República de China (ROC) en Taiwán adoptaron una política de «una sola China» que consideraba el estrecho como parte de la zona económica exclusiva de una única "China". En la práctica, existe una frontera marítima de control a lo largo de la línea mediana del estrecho. La línea media fue definida en 1955 por el general de la Fuerza Aérea estadounidense Benjamin O. Davis Sr. que trazó una línea en el centro del estrecho; Estados Unidos presionó entonces a ambas partes para que llegaran a un acuerdo tácito de no cruzar la línea media. La República Popular China no cruzó la línea mediana hasta 1999, pero tras la primera invasión en 1999, los aviones chinos han invadido la línea mediana con creciente regularidad.

## Formación
A principios de la orogenia paleozoica tardía, hace 600 millones de años, apareció el «banco de Taiwán» a lo largo del estrecho de Taiwán, la parte menos profunda del estrecho, a sólo 20 metros de profundidad. Al principio de la Edad de Hielo del Pleistoceno tardío, el agua del mar retrocedió y el nivel del mar bajó entre 130 y 180 metros para convertirse en tierra firme y conectarse con China continental. Un gran número de Archaeopteryx y arqueozoos emigraron a Taiwán desde la China continental a través del estrecho de Taiwán, que se convirtió en tierra firme.
En la década de 1970, se descubrieron fósiles de crisocola, un fósil estándar de la era mesozoica, durante la exploración petrolífera en el condado de Yunlin (municipio de Beigang), un descubrimiento que ilustra que durante el Mesozoico, Triásico y Jurásico, la zona seguía siendo principalmente un entorno marino.
Los movimientos de las placas continuaron en la ubicación del estrecho de Taiwán, y entre los períodos Mesozoico, Jurásico y Cretácico, hace 192 millones de años, la entonces antigua placa del Pacífico subducía en la zona de subducción de Geohang, empujando así la antigua isla de Taiwán fuera del mar, y esta fue la primera vez que la isla se encontró con el mundo, lo que se conoce como «orogenia de Nan'ao» (es decir, la evolución del mármol), conocido en China continental como «movimiento Yanshan».
La formación inicial del estrecho comenzó durante los períodos Cretácico y Paleoceno, es decir, hace 54 millones de años, cuando la parte central de Formosa comenzó a inundarse de agua, convirtiéndose en un mar poco profundo en el centro, y empezando a convertirse en un estrecho. Durante el movimiento de la corteza a principios del Eoceno, Taiwán inició el «movimiento Taiping» y China continental el «movimiento Maoshan», y la tierra a ambos lados del estrecho de Taiwán quedó conectada. Hasta el período Cuaternario Pleistoceno, el granito del sur de China se arenizó, y el cuarzo y la mica de las rocas fueron aluvionados hacia las regiones más bajas del estrecho de Taiwán, donde hoy se extrae en grandes cantidades en las zonas septentrional y central de Formosa, y se ha convertido en una importante materia prima para la industria del vidrio de Hsinchu.
Desde la Edad de Hielo del Cuaternario (hace entre 18 millones y 6.000 años), el mar entró en un periodo de avance oceánico, con una elevación de 100-130 metros hasta el nivel del mar actual, y comenzó a formarse el estrecho de Taiwán.

## Aguas del canal
La parte de mayor angostura del estrecho de Formosa se encuentra entre la isla de Pingtan, en la margen occidental del estrecho, y Nanliao, en la margen oriental del mismo, con una distancia entre ambos puntos en línea recta de 126 kilómetros (68,0 nmi); el punto más ancho es desde Maobitou en el lado de Pingtung de Taiwán hasta Aojiao en el lado de Fujian de la China continental, una distancia en línea recta de 410 kilómetros (254,8 mi). Con una superficie de 80.000 kilómetros cuadrados, es el mayor estrecho mar adentro de la isla de Taiwán.
La profundidad del estrecho de Taiwán varía mucho de un lugar a otro, con una profundidad media de menos de 50 metros (54,7 yd), y un banco de arena en la parte sur del estrecho, conectado intermitentemente con China continental, es el más somero, con una profundidad de menos de 30 metros (32,8 yd); el Talud Continental del sureste tiene una profundidad de más de 1000 metros (1093,6 yd) presenta un entorno natural complejo.
El estrecho de Formosa tiene un entorno natural complejo, con muchas playas poco profundas, barrancos y arrecifes; también hay muchas ensenadas y bahías fluviales, muchas masas de agua y corrientes de agua marina, y abundantes caladeros y recursos acuáticos. Asimismo es conocido por sus fuertes vientos, oleaje y alta velocidad de las corrientes.
Existen evidentes variaciones estacionales en las corrientes del estrecho de Taiwán, siendo el invierno dominado por las corrientes costeras de norte a sur, y el verano dominado por las aguas cálidas de sur a norte y los afluentes Kuroshio del océano Pacífico. El Estrecho también es conocido por sus fuertes vientos, sus grandes olas y sus grandes corrientes.

## Historia

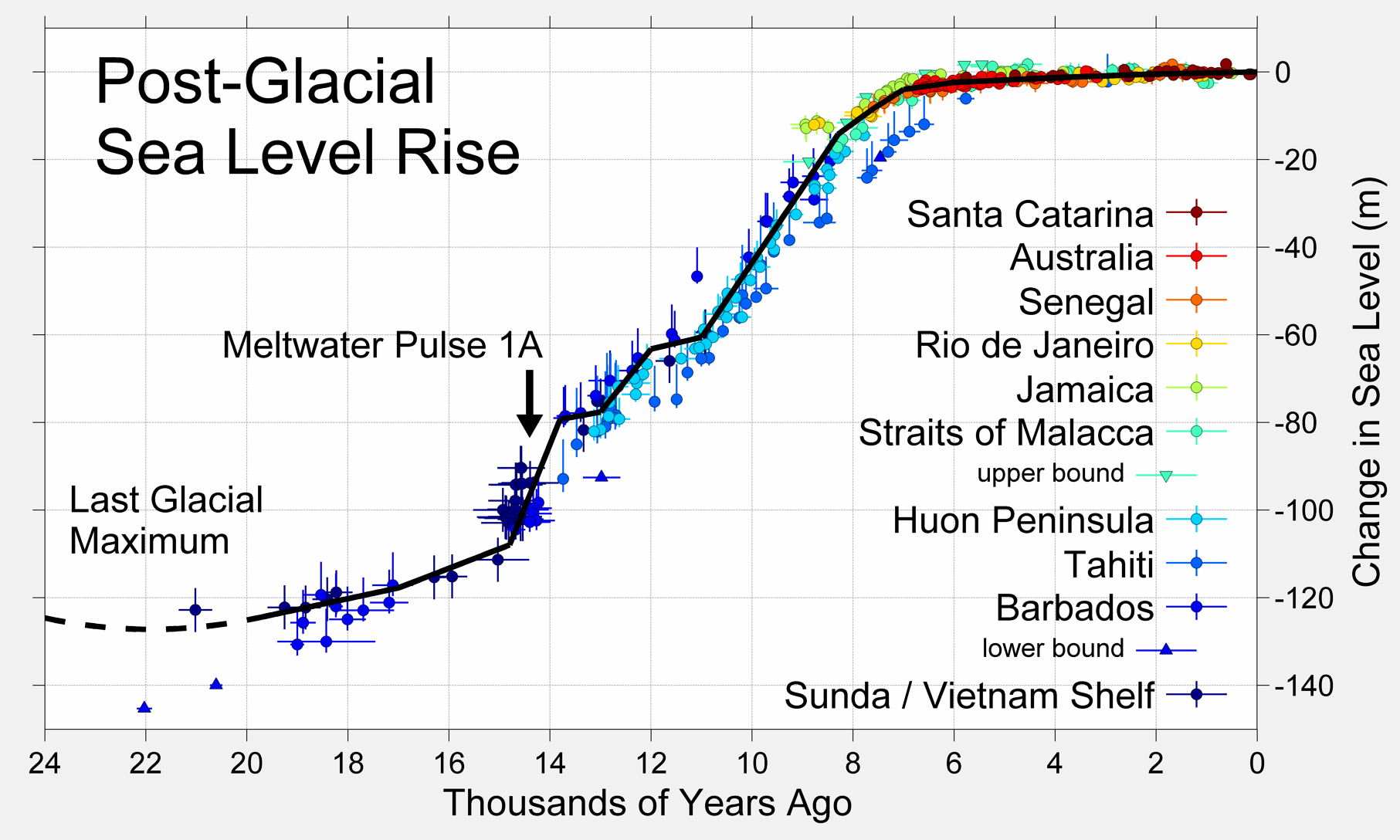
El estrecho de Taiwán apareció al comienzo del actual periodo más cálido,

El estrecho separó principalmente a la cultura Han de la China continental de los aborígenes isleños durante milenios, aunque los Hakka y los Hoklo comerciaron y emigraron a través de él. La exploradores europeos, principalmente los portugueses, los españoles y los holandeses, también aprovecharon el estrecho para establecer bases de avanzada para el comercio con el continente durante la Ming; las bases también se utilizaron para la piratería tanto a la costa china como a los barcos comerciales de países rivales.
La migración china generalizada a través del estrecho comenzó a finales de la Ming. Durante la conquista Qing, Zheng Chenggong (Koxinga) expulsó a los holandeses y estableció el Reino de Tungning en 1661, planeando lanzar una reconquista del continente en nombre de las ramas Ming del Sur de la antigua dinastía imperial. Dorgon y el emperador Kangxi lograron consolidar su control sobre el sur de la China continental; Koxinga se vio limitado a realizar incursiones a través del estrecho. Su nieto Zheng Keshuang se rindió a los Qing después de que su almirante perdiera la batalla de las Pescadores de 1683 en medio del estrecho.
El Japón imperial se apoderó de las islas Pescadores durante la primera guerra sino-japonesa y se hizo con el control de Formosa al término de ésta, en 1895. El control de la mitad oriental del estrecho se utilizó para establecer el control de la costa meridional china durante la Segunda Guerra Mundial. El estrecho protegía las bases y la industria japonesas en Taiwán de los ataques y sabotajes chinos, pero la guerra aérea llegó a la isla en 1943. La Batalla Aérea de Formosa de 1944 dio supremacía aérea a la Flota del Pacífico de Estados Unidos desde sus grupos de portaaviones y bases de la Filipinas; posteriormente, los bombardeos fueron continuos hasta la Rendición de Japón en 1945.  El avance rápido comunista del EPL en 1949 provocó la retirada del gobierno de la República de China a Taiwán a través del estrecho de Taiwán.
Desde 1949, cuando el gobierno chino del Kuomintang, liderado por Chiang Kai-shek, se refugió en Taiwán tras la derrota en la guerra civil china frente a los comunistas de Mao Zedong, el estrecho ha sido el escenario de una fuerte tensión política, incluso de bombardeos de las islas de Kinmen y Matsu, entre los regímenes enfrentados de la República Popular China y la República de China.
Durante muchos años, los contactos entre ambos lados del estrecho estuvieron totalmente prohibidos por los dos regímenes enfrentados. A partir de 2001, el gobierno de la República de China autorizó algunos servicios de ferry que unen Kinmen y Matsu con el continente, en principio limitados a los residentes de esas islas y a personas con autorización especial.
En el 2008 se establecieron vuelos directos y en el 2009 se han intensificado las relaciones comerciales y la colaboración en materia de seguridad en la zona.